# Клобукова, Любовь Павловна
Любо́вь Па́вловна Клобуко́ва (род. 1950) — советский и российский учёный в области педагогики, организатор образования, доктор педагогических наук (1995), профессор (1999). Почётный профессор Государственного института русского языка имени А. С. Пушкина. Член-корреспондент РАО (2017).

## Биография
Родилась 17 марта 1950 года в Петропавловске, Казахская ССР.
С 1968 по 1973 год обучалась на Факультете журналистики МГУ, по окончании которого получила специализацию литературный работник телевидения и радиовещания. С 1978 года на педагогической работе Филологическом факультете МГУ — преподаватель кафедры русского языка для иностранных учащихся гуманитарных факультетов, с 1989 по 1990 год — старший преподаватель, с 1990 по 1992 год — исполняющая обязанности заведующего кафедрой, 1992 года — доцент и с 1998 года — профессор, заведующая кафедрой русского языка для иностранных учащихся гуманитарных факультетов.
В 1982 году Любовь Клобукова защитила диссертацию на соискание учёной степени кандидат филологических наук по теме: «Структура словообразовательных парадигм русских имен прилагательных», в 1995 году — доктор педагогических наук по теме: «Лингвометодические основы обучения иностранных студентов-нефилологов гуманитарных факультетов речевому общению на профессиональные темы». В 1993 году приказом ВАК ей было присвоено учёное звание доцент, а в 1999 году — профессор. 27 апреля 2017 года избрана член-корреспондентом РАО по Отделению российской словесности. Почётный профессор Государственного института русского языка имени А. С. Пушкина.
Помимо педагогической, занимается и активной общественной деятельностью: с 2014  по 2019 год — член Совета по русскому языку при Правительстве Российской Федерации.  Руководитель экспертной группы по русскому языку как иностранному Комиссии Министерства образования и науки Российской Федерации по разработке методического обеспечения проведения экзамена по русскому языку как иностранному, истории России и основам законодательства Российской Федерации. Л. П. Клобукова является членом Учёного совета Филологического факультета МГУ и Учёного совета Факультета русского языка и общеобразовательных дисциплин РУДН. С  2019 года заместитель председателя Диссертационного совета МГУ.
С 2018 года заместитель председателя Научно-методического совета по вопросам лингводидактического тестирования и преподавания русского языка как иностранного РАО. С 1999 по 2019 год —  вице-президент Российского общества преподавателей русского языка и литературы и одновременно с 1999 по 2003 год являлась членом Президиума Международной ассоциации преподавателей русского языка и литературы.
Основная научная деятельность Л. Клобуковой связана с вопросами в области лингвистики текста, теории и методики преподавания, лингводидактического тестирования, профессионально ориентированного обучения русскому языку как иностранному. Л. П. Клобукова является автор более 520 научных трудов в области обучения русскому языку как иностранному.
В 2011 году награждена медалью А. С. Пушкина Международной ассоциации преподавателей русского языка и литературы.